# Црнобог
Црнобог (Црни бог) је бог ноћи и мрака из словенске митологије.
Црнобог је можда најтајанственије словенско божанство у вези са којим постоје многе претпоставке, али мало тога се може потврдити са сигурношћу.

## Црнобог у књижевности
Познати шкотски писац Волтер Скот Црнобога спомиње на два мјеста у свом познатом дјелу Ајванхо, гдје Саксонка Урлика говори: "Боље би било да се вратим Одину, Херти и Црнобогу боговима наших непокрштених дједова" (гл.27) и "Запалите бакљу Црнобог урличе" (гл.31).
Такође и оспоравана Велесова књига за Црнога Бога каже следеће: "Два бића у небу садржана, Белобог и Црнобог су, а њих оба Сварог држи и заповиједа" (Д-11) и "А када наступе дани јесени, завршавамо жетву и радујемо се томе. И ако тада неко скрене са пута и почне неразумно говорити то је од Црнобога..." (Д-22).